# Asarta
Asarta is een geslacht van vlinders van de familie snuitmotten (Pyralidae), uit de onderfamilie Phycitinae.

## Soorten
- A. aethiopella (Duponchel, 1837)
- A. albarracinella Leraut & Luquet, 1991
- A. alpicolella (Zeller, 1839)
- A. alticola Hampson, 1930
- A. ciliciella Staudinger, 1879
- A. fuliginosa (Turner, 1941)
- A. kotzschi Hartig, 1937